# Ján Harbuľák
Ján Harbuľák (* 15. listopadu 1988 v Nitře) je slovenský fotbalový obránce, od roku 2008 působící v A-týmu FC Nitra. Jeho otec Ján Harbuľák byl také prvoligovým fotbalistou.

## Fotbalová kariéra
Svou fotbalovou kariéru začal v FC Nitra, kde se přes mládežnické kategorie dostal tento obránce do A-týmu. Jedná se o velký talent slovenského fotbalu.